# 오지마촌 (후쿠시마현)
오지마촌(小島村)은 후쿠시마현 다테군에 있던 촌이다. 현재의 가와마타정 오지마에 해당한다.

## 역사
- 1893년 2월 3일 - 오데촌의 일부를 분립해 성립하였다.
- 1955년 3월 1일 - 다테군 가와마타 정, 도다 촌, 후쿠다 촌, 도미타 촌, 고지마 촌, 이자카 촌, 고쓰나기 촌, 오쓰나기 촌, 아다치군 야마키야 촌이 합병해 가와마타 정이 성립하여, 동일 오지마 촌이 폐지되었다.

## 참고문헌
- 角川日本地名大辞典 7 福島県